# デニーゼ・ハンケ
デニーゼ・ハンケ（Denise Hanke、女性、1989年8月31日 - ）は、ドイツの元バレーボール選手。ベルリン出身。ポジションはセッター。元ドイツ代表。

## 来歴
2007年、ドイツ代表に初選出される。2007/08シーズンにドイツのシュヴェリーンSCでプロとしてのキャリアを開始する。翌年のクールマイヨール国際大会で代表デビューした。
2009年、セカンドセッターとして出場したワールドグランプリで銅メダルを獲得した。2010年に日本で開催された世界選手権に出場した。2012年のワールドグランプリではカトレーン・ワイスに代わり正セッターを務めた。
2013年、ヨーロッパリーグで優勝し、ベストサーバー賞を受賞した。同年9月に地元で開催された欧州選手権で銀メダルを獲得した。2016年には代表チームの主将を務めた。

## 球歴
- 世界選手権 - 2010年
- 欧州選手権 - 2009年、2013年
- ワールドグランプリ - 2008年、2009年、2010年、2012年、2013年、2016年

## 受賞歴
- 2013年　ヨーロッパリーグ　ベストサーバー賞

## 所属クラブ
- シュヴェリーンSC（2007-2013年）
- エジザージュバシュ・ヴィトラ（2013-2014年）
- Impel Wrocław（2014-2015年）
- シュヴェリーンSC（2015-2020年）